# Pic des Mouches
Le pic des Mouches est le plus haut sommet de la montagne Sainte-Victoire ; il culmine à 1 011 m d'altitude. Il se trouve sur le trajet du sentier de grande randonnée GR9.

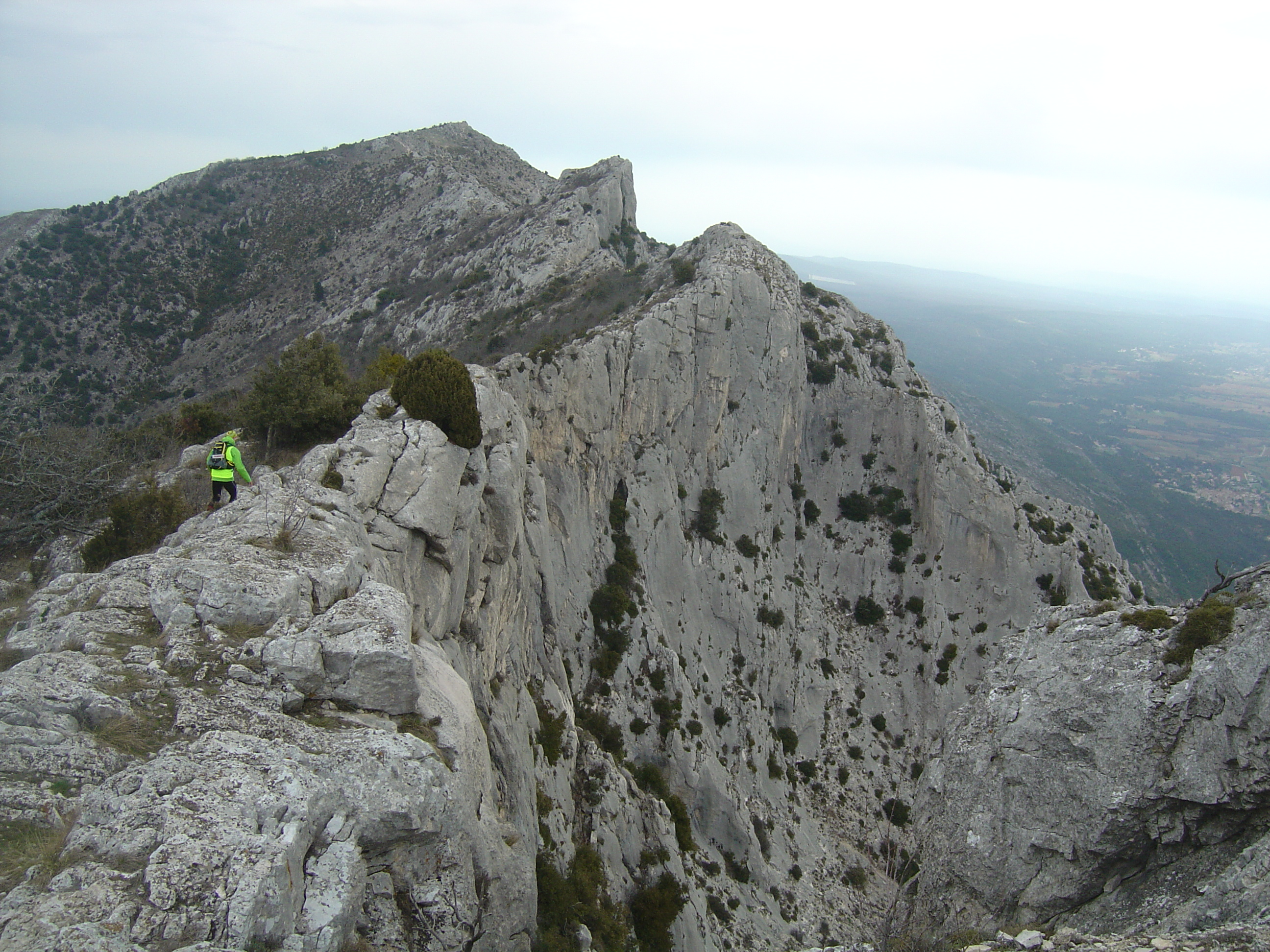
Le Bau de l'Aigle (975 m) et le pic des Mouches (1 011 m).
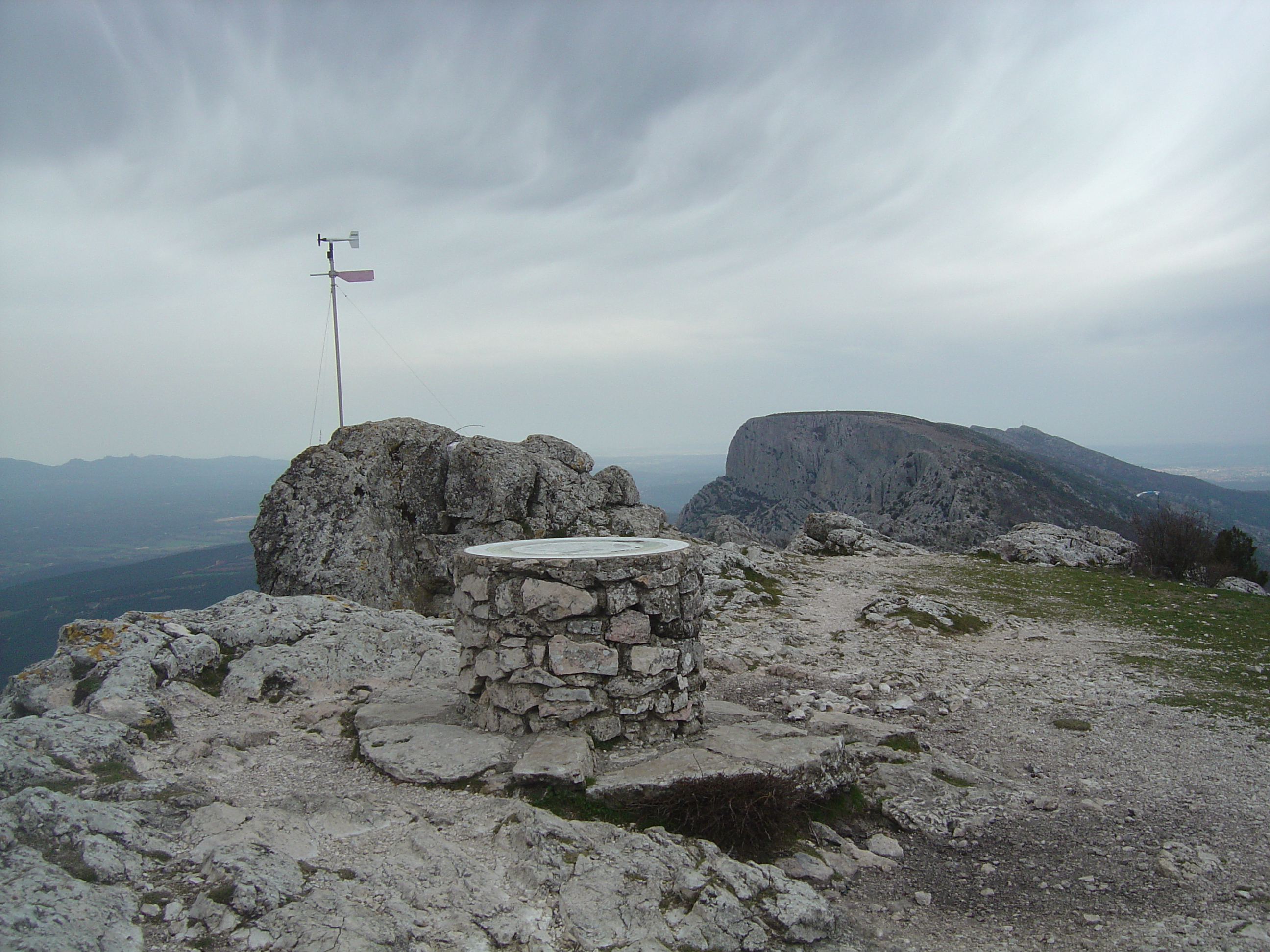
Table d'orientation au sommet du pic des Mouches.
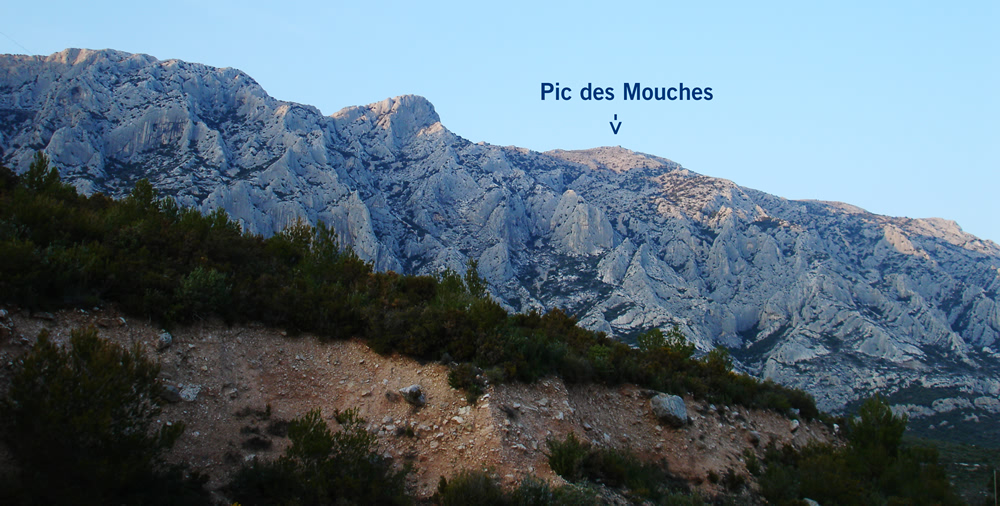
Vue du pic des Mouches depuis la face sud.
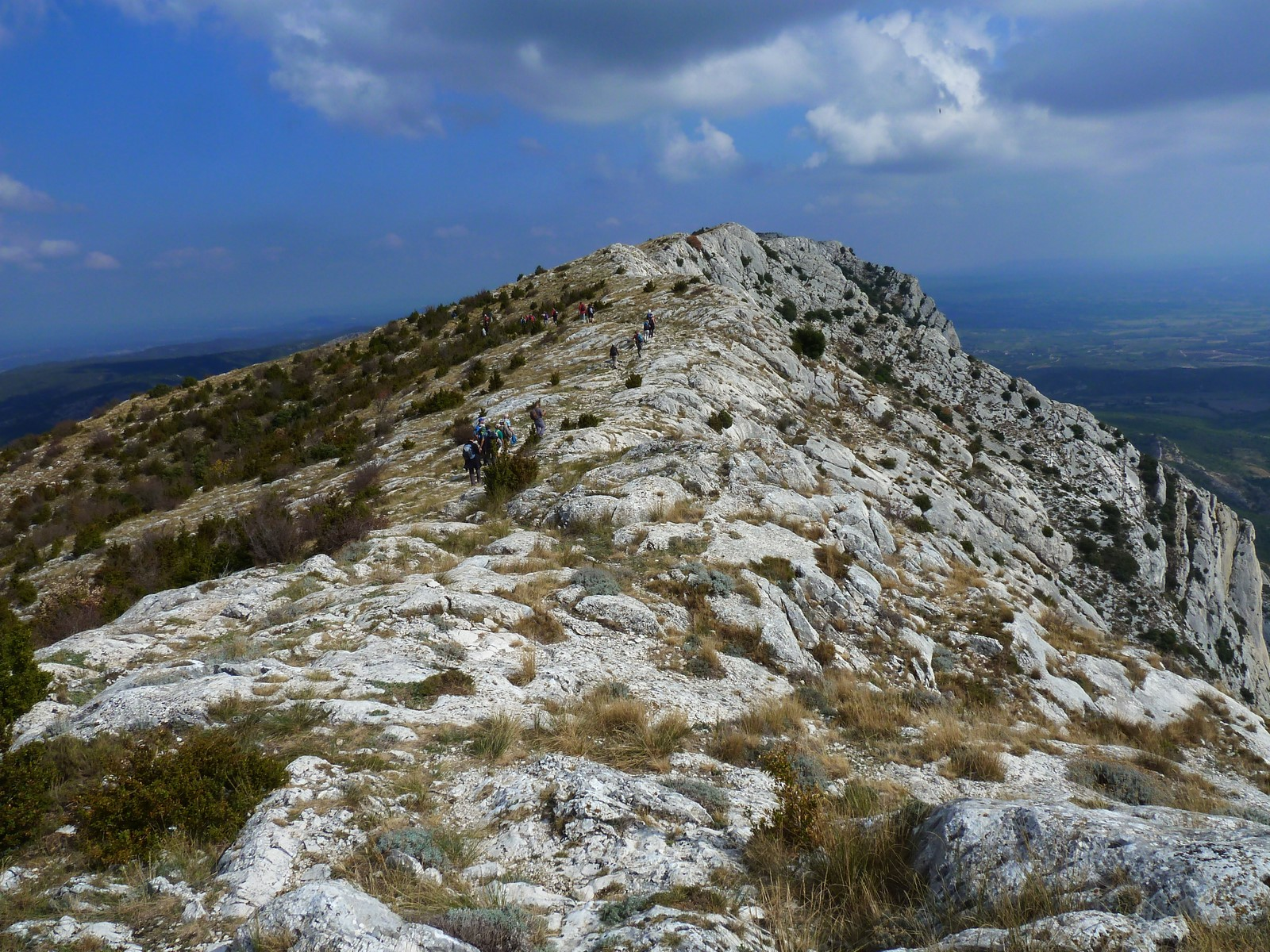
Vue du sommet du pic des Mouches.